# Щетинкозубі
Щетинкозубі (Chaetodontidae) — родина окунеподібних риб.

## Опис
Дрібні і середньої величини риби з дуже стислим з боків високим тілом, маленьким кінцевим висувним ротом, що озброєний дрібними щетинкоподібними зубами, які іноді мають трьохвершинне вістря.
Довжина тіла зазвичай від 12 до 22 см, найбільші види (Chaetodon ephippium, Chaetodon litus, Heniochus singularius) досягають 30 см. Спинний плавець один, не розділений, з 6-16 колючими і 15-30 м'якими променями. В анальному плавці 3-5 (зазвичай 3) колючих і 14-23 м'яких променя. Хвостовий плавець з заокругленим або виїмчастим краєм, з 17 основними променями, з яких 15 розгалужені. Тіло вкрите дрібною ктеноїдною лускою, що заходить на спинний і анальний плавці.
Характерною рисою цих риб є повна відсутність вікового диморфізму. Мальки забарвлені точно так же, як дорослі особини, на відміну від риб-ангелів, у яких мальки мають інше забарвлення. Майже всі представники цієї групи відрізняються дуже яскравим, часто багатобарвним забарвленням.

## Класифікація
Родина включає 128 видів у 12 родах:
- Amphichaetodon Burgess, 1978
- Chaetodon Linnaeus, 1758
- Chelmon Cloquet, 1817
- Chelmonops Bleeker, 1876
- Coradion Kaup, 1860
- Forcipiger Jordan & McGregor, 1989
- Hemitaurichthys Bleeker, 1876
- Heniochus Cuvier, 1816
- Johnrandallia Nalbant, 1974
- Parachaetodon Bleeker, 1874
- Prognathodes Gill, 1862
- Roa Jordan, 1923